# PlayStation Theater

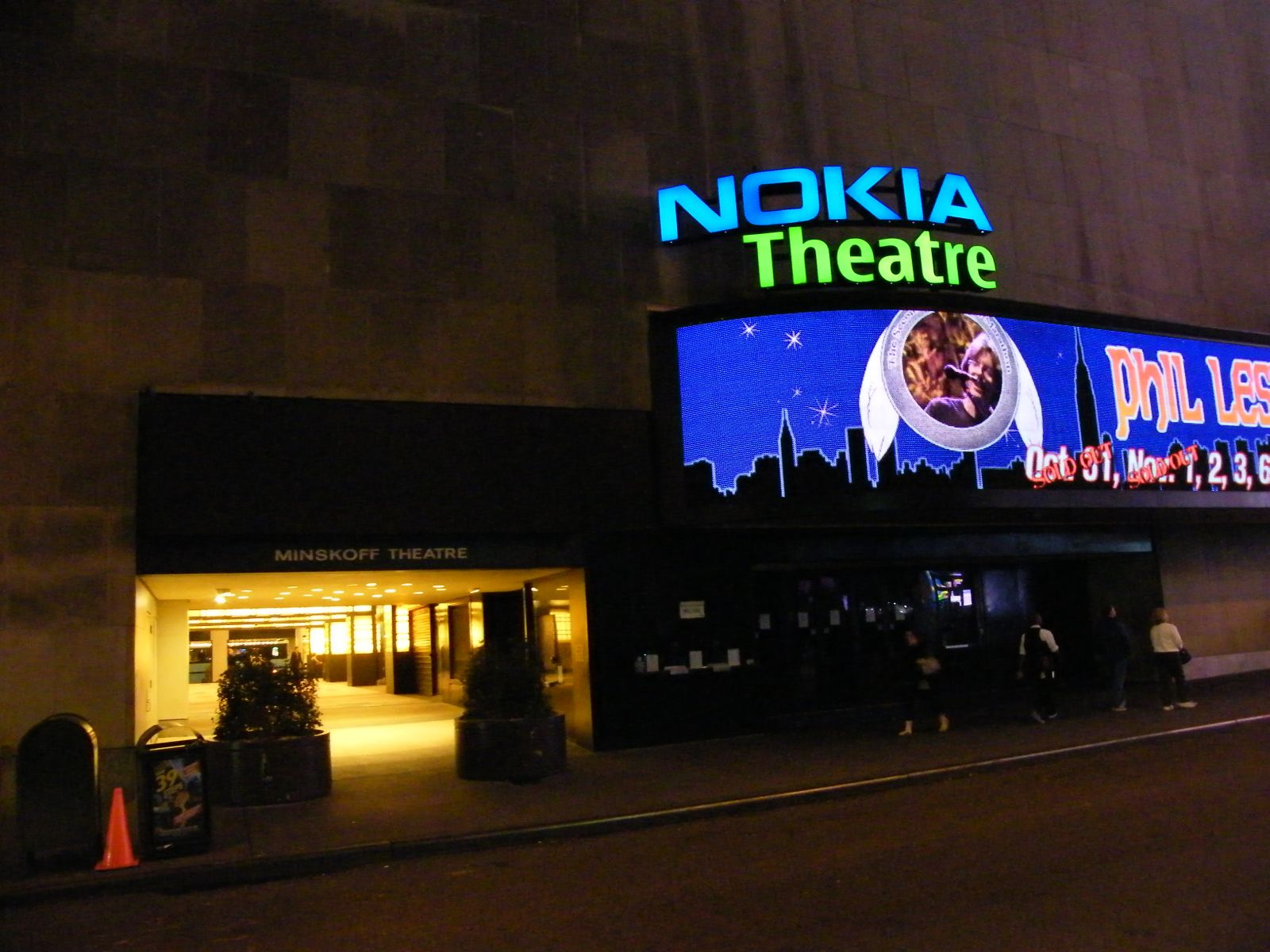
O Teatro Best Buy

O PlayStation Theater (anteriormente conhecido como Best Buy Theater e Nokia Theatre Times Square) é um teatro localizado na cidade de Nova Iorque, nos Estados Unidos, com capacidade para 2.100 pessoas. O design foi feito por David Rockwell e a abertura ocorreu em setembro de 2005. Em setembro de 2010, o Nokia divulgou que havia mudado seu nome para Best Buy.
Quando construído, substitui o histórico cinema One Astor Plaza, fechado em 2004, e custou cerca de vinte e um milhões de dólares.